# Włodzimierz Falcman
Włodzimierz Juliusz Falcman (ur. 11 lutego 1889 w Łodzi, zm. 3 stycznia 1932 w Warszawie) – kapitan piechoty Wojska Polskiego.

## Życiorys
Włodzimierz Juliusz Falcman urodził się 11 lutego 1889 roku w Łodzi, w rodzinie Alojzego Roberta Falzmanna (1840–1917) i Emilii Groehne. Brat pastora Aleksandra Falzmanna. 30 listopada 1918 roku został przyjęty do Wojska Polskiego z byłego I Korpusu Polskiego i byłej armii rosyjskiej, z zatwierdzeniem posiadanego stopnia porucznika ze starszeństwem z dniem 12 lipca 1915 roku i przydzielony do Warszawskiego Okręgowego Pułku Piechoty. Od 16 czerwca do 30 listopada 1919 roku był słuchaczem I Kursu Wojennej Szkoły Sztabu Generalnego w Warszawie. Od 1922 roku w rezerwie z przydziałem do 69 pułku piechoty w Gnieźnie. Zweryfikowany w stopniu kapitana ze starszeństwem z dniem 1 czerwca 1919 roku w korpusie oficerów rezerwowych piechoty. W latach 1923–1924 posiadał przydział do 21 pułku piechoty „Dzieci Warszawy” w Warszawie. Z dniem 1 stycznia 1928 roku został powołany do służby czynnej, przemianowany na oficera zawodowego w stopniu kapitana ze starszeństwem z dniem 1 stycznia 1926 roku i 1. lokatą w korpusie oficerów piechoty oraz przydzielony do 32 pułku piechoty w Modlinie. Następnie został przeniesiony do Okręgowego Urzędu Wychowania Fizycznego i Przysposobienia Wojskowego Dowództwa Okręgu Korpusu Nr I w Warszawie na stanowisko kierownika Referatu Organizacyjnego. Zmarł 3 stycznia 1932 roku w Warszawie. Pochowany 6 stycznia 1932 roku na Cmentarzu ewangelicko-augsburskim w Warszawie.
Włodzimierz Juliusz Falcman był żonaty z Anną Szurig (1900–1967), z którą miał czworo dzieci:
- Eryka ps. „Puma” (ur. 27 sierpnia 1930 roku w Płocku, zm. 11 sierpnia 2010 roku w Warszawie), uczestnika ruchu oporu - Szare Szeregi.
- Urszulę ps. „Stefa”, „Ula” (ur. 26 czerwca 1924 roku w Kaliszu, zm. 19 maja 1992 w Gorzowie Wlkp), uczestniczkę powstania warszawskiego, łączniczkę plutonu „Jerzyki” w składzie batalionu AK „Miotła”,
- Marię ps. „Myszka”, (ur. 08.04.1927 w Warszawie, zm. 15.06.2009 we Wrocławiu) uczestniczkę ruchu oporu w Warszawie.

## Ordery i odznaczenia
- Krzyż Niepodległości (16 marca 1933)[10]
- Krzyż Walecznych
- Złoty Krzyż Zasługi
- Srebrny Krzyż Zasługi (19 marca 1931)[11]
- Medal Pamiątkowy za Wojnę 1918–1921
- Medal Dziesięciolecia Odzyskanej Niepodległości
- Medal Międzysojuszniczy „Médaille Interalliée”